# Pilotrichum domingense
Pilotrichum domingense là một loài rêu trong họ Pilotrichaceae. Loài này được (Spreng.) Müll. Hal. mô tả khoa học đầu tiên năm 1851.